# Immortalisation cellulaire
L'immortalisation cellulaire est un terme utilisé en biologie cellulaire, qui consiste à « transformer » une culture de cellules par généralement un agent oncogène (par exemple T de SV40), afin d'établir une lignée cellulaire au potentiel de divisions cellulaires illimitées, c’est-à-dire échappant à la sénescence cellulaire normale.
Ce processus de dérèglement du cycle cellulaire est proche de la tumorigenèse, processus se mettant en place pour certains cancers.
Il peut être aussi obtenu de façon spontanée, sans l'utilisation d'un oncogène, avec certaines cellules particulières dont le potentiel de dérèglement du cycle cellulaire, ou de l'activité de la télomérase sur les télomères est élevé.

## Applications
Les techniques d'immortalisation cellulaire sont utilisées pour l'établissement de nombreuses lignées cellulaires.